# چستر کارلسون
چستر کارلسون (به انگلیسی: Chester Carlson) (تولد ۸ فوریه ۱۹۰۶ در سیاتل، واشینگتن - مرگ ۱۹ سپتامبر ۱۹۶۸ در نیویورک) فیزیکدان و مخترع آمریکایی بود که به خاطر اختراع شیوه فتوکپی خشک، (الکتروفتوگرافی) معروف است.